# Irina Tverdohlebova
Irina Tverdohlebova (ur. 6 listopada 1991) – mołdawska lekkoatletka, tyczkarka.
Wielokrotna reprezentantka kraju w drużynowych mistrzostwach Europy (w 2013 także w skoku wzwyż).
Wielokrotna mistrzyni i rekordzistka kraju.